# 柳州駅

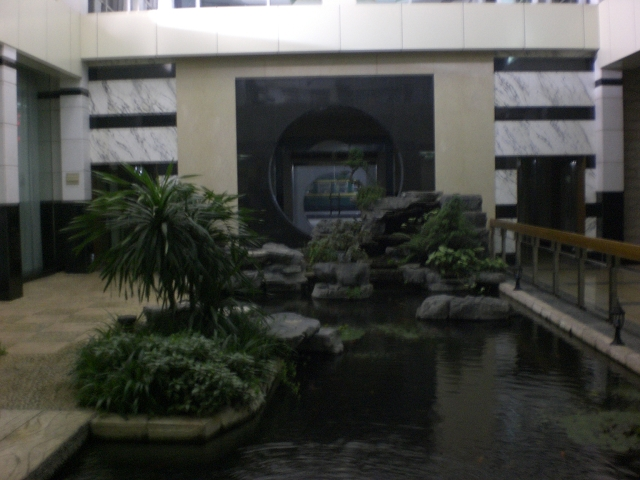
柳州駅軟座待合室

柳州駅（りゅうしゅうえき）は中華人民共和国広西チワン族自治区柳州市柳南区南站路6号に位置する中国国鉄南寧鉄路局が管轄する駅である。当地の人々は一般に「南駅」と呼んで柳州北駅と区別する。

## 概要
柳州駅は旅客を主に扱う駅である。湘桂、黔桂、焦柳と三本の幹線が交わり、中国全土各地への列車がある。柳州が地理的に優位なのは、広西チワン族自治区の大部分の列車が柳州を経由する所である。以前の鉄路局（柳州鉄路局）の本拠地であり、駅舎は豪華である。

## 所属路線
- 中国国鉄
  - 湘桂線：衡陽駅より538km、憑祥駅まで475km
  - 黔桂線：本駅が終点、洛満駅より焦柳線と共用、貴陽駅起点から489km
  - 焦柳線：本駅が終点、洛満駅より黔桂線と共用、月山駅起点から1639km

## 駅構造
- 単式ホーム1面、島式ホーム2面の地上駅である。駅構内には五つの待合室があり、そのうちの一つは母子・軍人待合室であり、一つは軟座待合室である[1]。駅構内には9本の線路が有り、そのうち旅客用の発着線が5本である。隣の柳州南に大規模な操車場を有する。

## 利用状況
2010年2月現在、各種別を含め毎日70本余りの旅客列車が発着する。柳州駅は寧局の他の始発駅（桂林駅、湛江駅、南寧駅）に比べて始発列車が少なく、予め他の駅始発のうちの一部分の切符を取り置く形で出発客の需要に応えてきた。しかし春運の時期には、他駅発の列車は始発駅で既に満員なので柳州から切符を購入して乗車するのは難しい。柳州では以前の柳州鉄路局時代には北京鉄路局管轄下の駅への列車は無かった。北京への切符は寧局の看板列車であるT6次（南寧 - 北京西）ではなく、K158次（湛江 - 北京西）となる。以前は柳州始発の列車が多数有ったがそれらは皆湛江始発となった。

## 歴史
- 1941年3月 - 開業した[3]。
- 2002年12月 - 拡張された新駅舎が完成した[4]。
- 2018年年末 - 拡張された全新高架駅舎完了する

## 隣の駅
中国国鉄
湘桂線
柳州北駅 - 柳州駅 - 柳州南駅
黔桂線・焦柳線
新墟駅 - 柳州駅
衡柳線
柳州西駅 - 柳州駅